# Manga-Est V2
Pour les articles homonymes, voir Manga (homonymie).
Manga-Est V2 est une commune rurale située dans le département de Gogo de la province du Zoundwéogo dans la région Centre-Sud au Burkina Faso.

## Santé et éducation
Le centre de soins le plus proche de Manga-Est V2 est le centre de santé et de promotion sociale (CSPS) de Gogo tandis que le centre médical (CMA) le plus proche se trouve à Manga et la maternité de proximité à Manga-Est V1.